# Векснер, Лес
Лесли «Лес» Векснер (англ. Leslie H. «Les» Wexner; род. 8 сентября 1937, Дейтон, Огайо) — американский предприниматель-миллиардер, благотворитель. Как отмечают в Financial Times, «рекордсмен-долгожитель списка Fortune 500».
В 1963 году основал холдинг L Brands, флагманским брендом которого является Victoria’s Secret. По состоянию на 2018 год Лесу Векснеру принадлежит более 3000 магазинов по всему миру с капитализацией около $11 млрд, сети Bath & Body Works, Henri Bendel и канадский ретейлер нижнего белья La Senza.

## Биография
Его родители, выйдя на пенсию, управляли торговой лавкой Leslie’s, получившей такое название в честь сына. После окончания колледжа Лесли работал там, а затем открыл свой собственный магазин — в 1963 году, с которого отчитывает своё существование его бизнес, первоначально названный The Limited. К своим 30 годам он стал миллионером. В 1969 году выпустил акции Limited Brands.
Векснер приобрёл бренд Victoria’s Secret, ныне являющийся флагманским брендом его холдинга L Brands, в 1982 году за $1 млн (на тот момент сеть состояла из шести магазинов и находилась на грани банкротства).
Занимаясь благотворительностью более трети века, пожертвовал на эти цели почти миллиард.
Женат на адвокате Эбигейл Коппел.